# Cut (Unix)
cut ist ein Unix-Kommando zur spaltenweisen Extraktion von zeilenweise eingelesenem Text.
Zeilensegmente können byte-(-b), zeichen-(-c) oder felderweise (-f) extrahiert werden, wobei mittels -d ein Trennzeichen spezifiziert werden kann. Für Bereichs-Spezifizierungen stehen die Optionen N, N-M, N- (N bis Zeilenende), oder -M
(Zeilenanfang bis M) zur Verfügung.
Die erste bekannte, öffentliche Version von cut war 1982 Bestandteil von Unix System III. In den meisten Linux-Distributionen ist heute die Implementation des Pakets Gnu Core Utilities enthalten, diese wurde von David M. Ihnat, David MacKenzie und Jim Meyering erstellt.

## Beispiele
Eine Datei a.tst enthalte folgende Zeilen:
```
 foo:bar:baz:qux:quux
 one:two:three:four:five:six:seven
 alpha:beta:gamma:delta:epsilon:zeta:eta:teta:iota:kappa:lambda:mu

```

Mit
```
 
%
 
cut
 
-c
 
4
-10
 
a.tst

```

lassen sich dann zum Beispiel die 4.–10. Zeichen jeder Zeile ausgeben:
```
 :bar:ba
 :two:th
 ha:beta

```

während
```
 
%
 
cut
 
-d
 
:
 
-f
 
5
-
 
a.tst

```

die Zeilen in Felder einteilt, die durch Doppelpunkte separiert sind und unterschiedlich viele Zeichen enthalten können. Jeweils vom fünften solchen Feld an wird dann der Restinhalt der Zeile ausgegeben:
```
 quux
 five:six:seven
 epsilon:zeta:eta:teta:iota:kappa:lambda:mu

```